# Eudistoma paesslerioides
Eudistoma paesslerioides är en sjöpungsart som först beskrevs av Wilhelm Michaelsen 1914.  Eudistoma paesslerioides ingår i släktet Eudistoma och familjen Polycitoridae. Inga underarter finns listade i Catalogue of Life.